# Yacht rock (genere musicale)
Lo yacht rock (originariamente noto come West Coast sound o adult-oriented rock) è uno stile musicale indefinito, nonché corrente estetica, nata dal soft rock.
Fra gli stili di maggior successo fra la metà degli anni settanta e l'inizio del decennio seguente, lo yacht rock si distingue per le melodie orecchiabili, le liriche melodiche e le sonorità pulite che lambiscono il jazz, l'R&B e il soul. Il termine "yacht rock" fu coniato nel 2005 dai creatori dell'omonima webserie in riferimento al passatempo della navigazione a vela nella California meridionale.
Fra i più famosi artisti yacht si possono citare Rupert Holmes, Christopher Cross, Michael McDonald, Kenny Loggins, gli Steely Dan e i Toto.

## Storia

### Origini

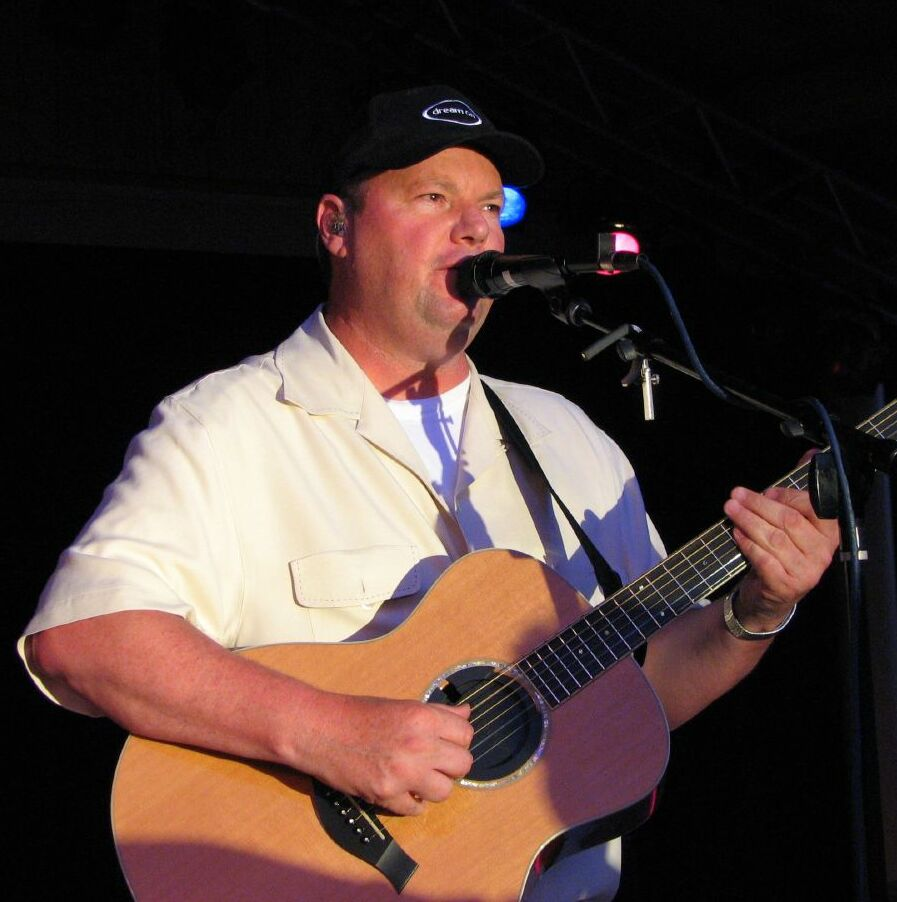
Christopher Cross (2008)

I cambiamenti sociopolitici ed economici che contribuirono alla nascita del genere vennero descritti da giornalisti come Steven Orlofsky e dalla cineasta documentarista Katie Puckrik. Secondo Orlofsky, lo yacht rock era un'arte "non toccata dal mondo esterno" e il periodo in cui emerse, ovvero la seconda metà degli anni settanta, "fu probabilmente l'ultima grande era della musica pop completamente separata dalla politica del suo tempo", cosa che non sarebbe invece capitata alla popular music venuta in seguito. Secondo altri, lo yacht rock riflette un "individualismo introspettivo" emerso dopo l'"idealismo del movimento di massa" degli anni sessanta. La "vaga e rasserenante evasione" dalla realtà che esso rappresentava sarebbe stata rafforzata dall'ascesa della radio FM, che avrebbe conciliato due conseguenze dell'emancipazione di genere, "ovvero le donne che gestiscono i consumi familiari e gli uomini che si sentivano più liberi di trasmettere le proprie emozioni nelle loro canzoni".
Secondo Dan O'Sullivan della rivista Jacobin, le radici dello yacht rock possono essere ricondotte alla musica dei Beach Boys, la cui estetica fu presa di mira da artisti come Rupert Holmes. Nel 1975, Captain & Tennille, che vengono ricordati per essere stati membri del complesso live dei Beach Boys, vinsero "il primo Grammy per il miglior disco yacht rock" grazie alla loro Love Will Keep Us Together. O'Sullivan dichiarò anche che il singolo Sloop John B (1966) dei Beach Boys diede inizio alla predilezione per l'estetica da "marinai e amanti della spiaggia" propria dello yacht rock come confermerebbero "tutti gli esponenti dello stile, da Cristopher Cross a Eric Carmen, da membri dei Buffalo Springfield come Jim Messina a rocker 'Philly Sound' come Hall & Oates.

### La riscoperta degli anni 2000

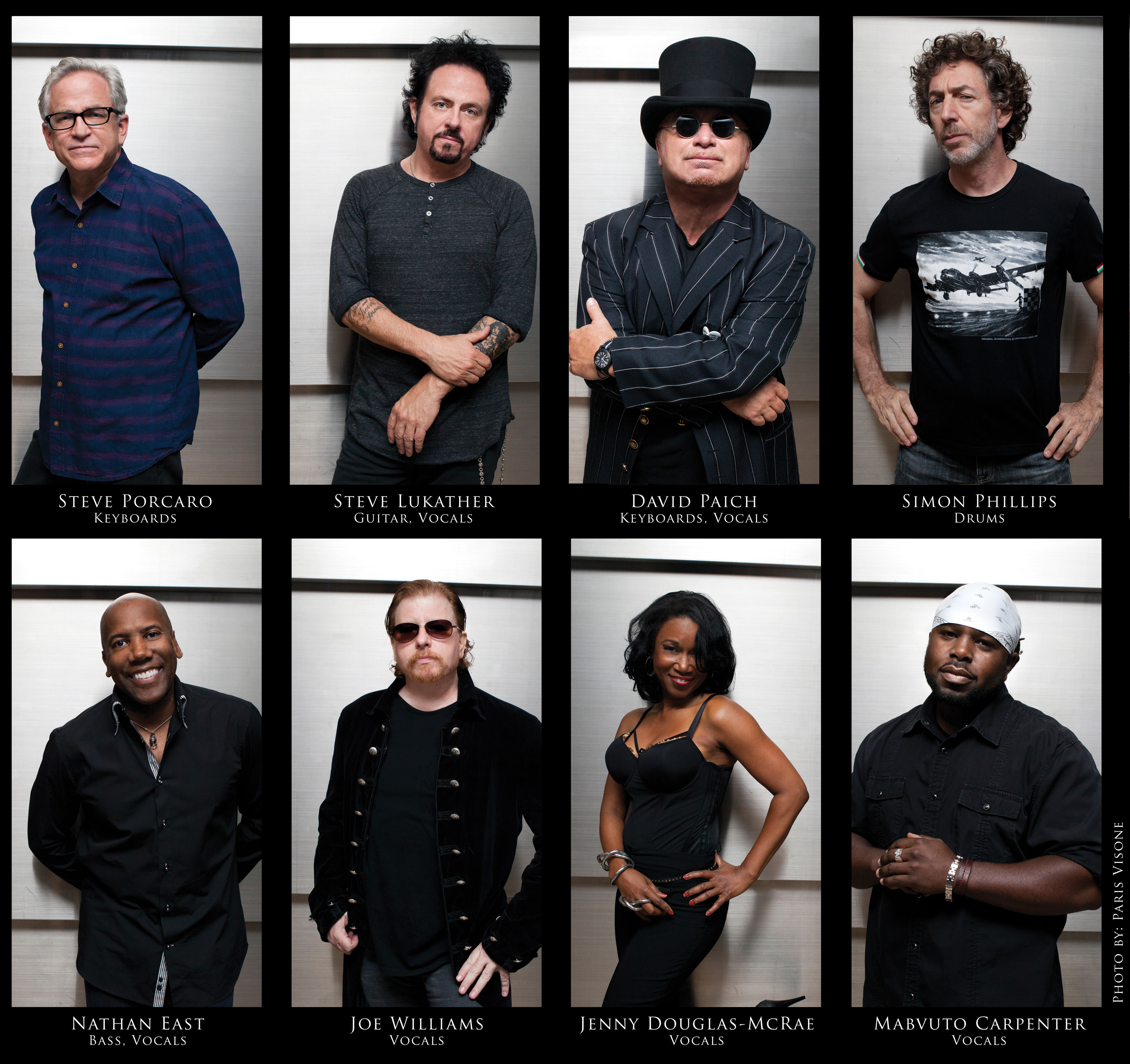
I Toto (2012)

Dopo essere stato dimenticato per molti lustri, lo stile fu riscoperto da vari musicisti come confermano revivalisti come gli Yacht Rock Revue, una cover band che tiene tournée nazionali e organizza concerti al fianco di vecchie "stelle" AOR, i Sugar Ray, il cui album Little Yachty contiene una cover di Escape (The Piña Colada Song) di Rupert Holmes, i Vampire Weekend, i Foxygen, Carly Rae Jepsen e gli esponenti della vaporwave, che ereditarono l'"iconografia nautica" dello yacht rock. A conferma di questa "rinascita", varie riviste come The Guardian, The Week e canali televisivi come BBC Four dedicarono articoli e documentari al genere musicale.
Orlofsky sostenne che il genere ebbe modo di riemergere in quanto costituisse un "antidoto alla negatività dell'era Trump". Proprio come nel suo contesto di origine, quando lo yacht rock creò "la colonna sonora perfetta per gli ascoltatori che cercavano di ignorare scandalo Watergate e il Vietnam", oggi rappresenterebbe di nuovo "un disprezzo, delle dita piantate con fermezza nelle orecchie al fine di ignorare qualsiasi cosa legata a disordini politici."

## Caratteristiche
Lo yacht rock attinge da diversi generi fra cui lo smooth soul, lo smooth jazz, l'R&B, il funk e la disco music e si caratterizza per la produzione molto curata, le liriche pulite e le melodie leggere e orecchiabili. Mara Schwartz Kuge, che lavorò nell'industria musicale di Los Angeles per due decenni, tentò di distinguere lo yacht rock dal soft rock e asserì che quest'ultimo fosse "un genere di musica pop molto popolare degli anni '70 e primi anni '80 caratterizzato da morbidi arpeggi di chitarra, (solitamente acustica), e tempi lenti e/o medi (...) La maggior parte delle persone ha utilizzato il termine (soft rock) per riferirsi a qualsiasi tipo di musica lenta e rilassante prodotta negli anni settanta come quella di Rupert Holmes. Invece, non tutto lo yacht rock è soft, come confermano ad esempio Hold the Line dei Toto e Footloose di Kenny Loggins che sono sì, yacht rock, ma non per questo soft rock."